# Карл Еммануель Савойський-Кариньянський
Карл Еммануель Савойський-Кариньянський (італ. Carlo Emanuele di Savoia-Carignano), повне ім'я Карл Еммануель Фердинанд Йосип Марія Людовик Савойський (італ. Carlo Emanuele Ferdinando Giuseppe Maria Luigi di Savoia, princioe di Carignano; 24 жовтня 1770 Турин, Сардинське королівство — 16 листопада 1800, Париж, Перша Французька республіка) — представник Кариньянської гілки Савойського дому, 6-й князь Кариньяно, маркграф Ракконіджі і Буська з Каваллермаджоре, Віллафранка, Вігоне, Бардже, Казелле, Роккавьоне, Певераньо і Бове з 1780 року.
Генерал-капітан армії Сардинського королівства. Учасник Альпійської війни. Після повалення в Сардинському королівстві монархії та заснування П'ємонтської Республіки в грудні 1798 року позбувся всіх своїх титулів. Визнав республіканське правління.

## Біографія

### Сім'я і ранні роки
Народився в замку Ракконіджі поблизу Турина 24 жовтня 1770 року. Карл Еммануель Фердинанд Йосип Марія Людовик був єдиною дитиною в сім'ї Віктора Амадея II Савойського, князя Каріньяно, і Марії Жозефіни Терези Лотарінгської, принцеси з дому де Гіз. По батьківській лінії він був онуком Людовика Віктора Савойського, князя Каріньяно, і Христини Генріетте Гессен-Рейнфельс-Роттенбургської, принцеси з Гессенського дому. По материнській лінії був онуком Людовика Карла Лотарингского, князя де Ламбеск, графа де Бріоні і д'Арманьяк, і Луїзи де Роган-Рошфор, принцеси з дому Роганів.
10 вересня 1780 в неповнолітньому віці успадкував батькове ім'я Карла Еммануеля. Як і всіх принців Савойського дому, князя Каріньяно готували до військової кар'єри. Ще в березні 1779 роки йому в гувернери був найнятий граф Джузеппе Соларо ді Вілланова, старший капітан Аостського піхотного полку. Для Карла Еммануеля був утворений його власний двір, куди, крім зброєносців і пажів, увійшли його вихователі і духівники. Всупереч традиціям того часу, велику увагу освіті сина приділяла його мати. Їй не подобалися методи навчання, прийняті в Сардинії і П'ємонті. Вона наполягала на тому, щоб Карл Еммануель здобув освіту у Франції. Глава Савойського дому король Віктор Амадей III не поділяв її поглядів на навчання сина, але після поступився проханням вдови княгині.
У 1783 році Карл Еммануель вступив в Королівську військову школу в Сорезі, престижний навчальний заклад у Франції того часу, де провчився шість років. Освіта в цьому навчальному закладі ґрунтувалася на ідеях просвітництва. Під час навчання 29 червня 1788 король Віктор Амадей III нагородив князя Каріньяно орденом Благовіщення — найвищою нагородою Савойського дому. У 1789 році Карл Еммануель завершив освіту і повернувся на батьківщину. Однак при дворі в Турині його ліберальні погляди не знайшли розуміння у консервативно налаштованих придворних. У 1791—1792 роках, разом з матір'ю, він здійснив поїздку італійськими містами і відвідав Рим, Неаполь, Флоренцію і Венецію.

### Участь у війні
У 1792 році між Сардинським королівством і Першою французькою республікою почалася війна, яку назвали Альпійською. Вона була частиною Першої коаліційної війни. Незважаючи на ліберальні погляди, Карл Еммануель вступив в неї офіцером армії короля Сардинії. Він боровся проти французької республіканської армії, захищаючи свою Батьківщину. Князь Каріньяно очолював штаб 3-го армійського корпуса, що розташовувався на лінії між Салуццо і Кунео. У грудні 1793 він отримав звання генерал-капітана. Брав активну участь в боях з 1793 по 1794 рік. Незважаючи на особисту доблесть, виявлену ним під час боїв, Карл Еммануель, на думку військового історика Фердинандо Августо Пінеллі, не володів талантом командира. Рекрути, що знаходилися під його керуванням, губилися під натиском ворога. По завершенню Альпійської війни в 1796 році, князь Каріньяно оселився в замку Ракконіджі.

### Шлюб
Мати Карла Еммануеля планувала його шлюб з однією з представниць дому Габсбургів. У 1788 році вона запропонована одружити сина з молодшою сестрою герцогині Австрійської, дружини принца Віктора Еммануеля. Проєкт не був схвалений королем Віктором Амадеєм III, який сподівався на згасання Каріньянської гілки, з тим щоб повернути її володіння голові Савойського дому.
24 жовтня 1797 року в Турині Карл Еммануель одружився з Марією Крістіною Альбертіною Кароліною Саксонською, принцесою з дому Веттінів. За іншими даними, вінчання 24 жовтня 1797 року провів дядько нареченої — архієпископ Трірський в Аугсбурзі, а в Турин молоде подружжя прибуло 20 листопада того ж року. Придане нареченої включало велику бібліотеку. Батьками юної княгині були Карл Саксонський, герцог Курляндії і Семігалії, і графиня Франциска фон Корвин-Красиньска. У цьому шлюбі у подружжя народилися двоє дітей 

### Смерть
9 грудня 1798 король Сардинії Карл Еммануель IV відмовився від союзу з Першою французькою республікою проти Австрійський імперії, з якою уклав мирний договір. У відповідь французька республіканська армія вторглася в Сардинське королівство і повалила монарха. 10 грудня 1798 року було проголошено п'ємонтську Республіку і королівська сім'я вирушила у вигнання. Принц Карл Еммануель відмовився від усіх титулів, ставши «громадянином Каріньяно», але зберіг свої володіння і залишився жити в Турині, як приватна особа. Він передав у дар молодій республіці свої палаци, капітали і коштовності, включаючи орден Благовіщення, і навіть увійшов до складу республіканського уряду. За свідченнями сучасників, вже через рік після весілля молода дружина ввела князя Каріньяно в коло французьких революціонерів в Парижі.
Однак через якийсь час за наказом глави окупаційної адміністрації генерала Жана Віктора Моро Карл Еммануель був ізольований в Туринській цитаделі. Потім під приводом безпеки, його з дружиною і маленьким сином перевезли на територію Першої французької республіки. Їх поселили під нагляд поліції в Діжоні, звідки перевели в Шайо під Парижем, де Карл Еммануель помер 16 серпня 1800 року, незабаром після народження доньки. Перед смертю його розбив параліч.
У 1835 році останки князя Каріньяно перевезли в Турин і перепоховали в базиліці Суперга, родовій усипальниці Савойської династії.

## В культурі
Белетризованна біографія Карла Еммануеля Савойського-Каріньянського міститься в книзі Юрія Ханона «Онук короля» (2016).

## Родина
Дружина — Марія Крістіна Саксонська (1770—1851)
Діти:
- Карл Альберт (02.10.1798 — 28.07.1849) — граф Французької імперії з 6 жовтня 1810 року князь Каріньяно з 25 травня 1814 року, король Сардинії з 27 квітня 1831 року, 30 вересня 1817 року вступив у шлюб з Марією Терезою Тосканською, принцесою з дому Габсбургів;
- Марія Франциска Єлизавета Карлотта Джузеппіна (13.04.1800 — 25.12.1856) — принцеса Савойська і Каріньянска, дама шляхетного ордена Зоряного хреста і ордена Святої Єлизавети. Дружина ерцгерцога Райнера Йосипа Австрійського, віце-короля Ломбардо-Венеційського королівства[8].